# Brentino Belluno
Brentino Belluno és un comune (municipi) de la província de Verona, a la regió italiana del Vèneto, situat a uns 110 quilòmetres a l'oest de Venècia i a uns 25 quilòmetres al nord-oest de Verona.
A 1 de gener de 2020 la seva població era de 1.343 habitants.
Brentino Belluno limita amb els següents municipis: Avio, Caprino Veronese, Dolcè, Ferrara di Monte Baldo i Rivoli Veronese.